# Ubi sunt
Ubi sunt est une locution latine signifiant « où sont(-ils) ». Elle est issue du latin « ubi sunt qui ante nos fuerunt ? » signifiant « où sont passés ceux qui nous précédèrent ? ».
Par extension, l'ubi sunt désigne un thème littéraire où l'auteur s'interroge sur la survie des grands personnages du passé qui sont morts, thème présent en particulier au Moyen Âge : en s'interrogeant ainsi, l'auteur pose également la question de sa propre mort ainsi que celle du lecteur.

## Données générales

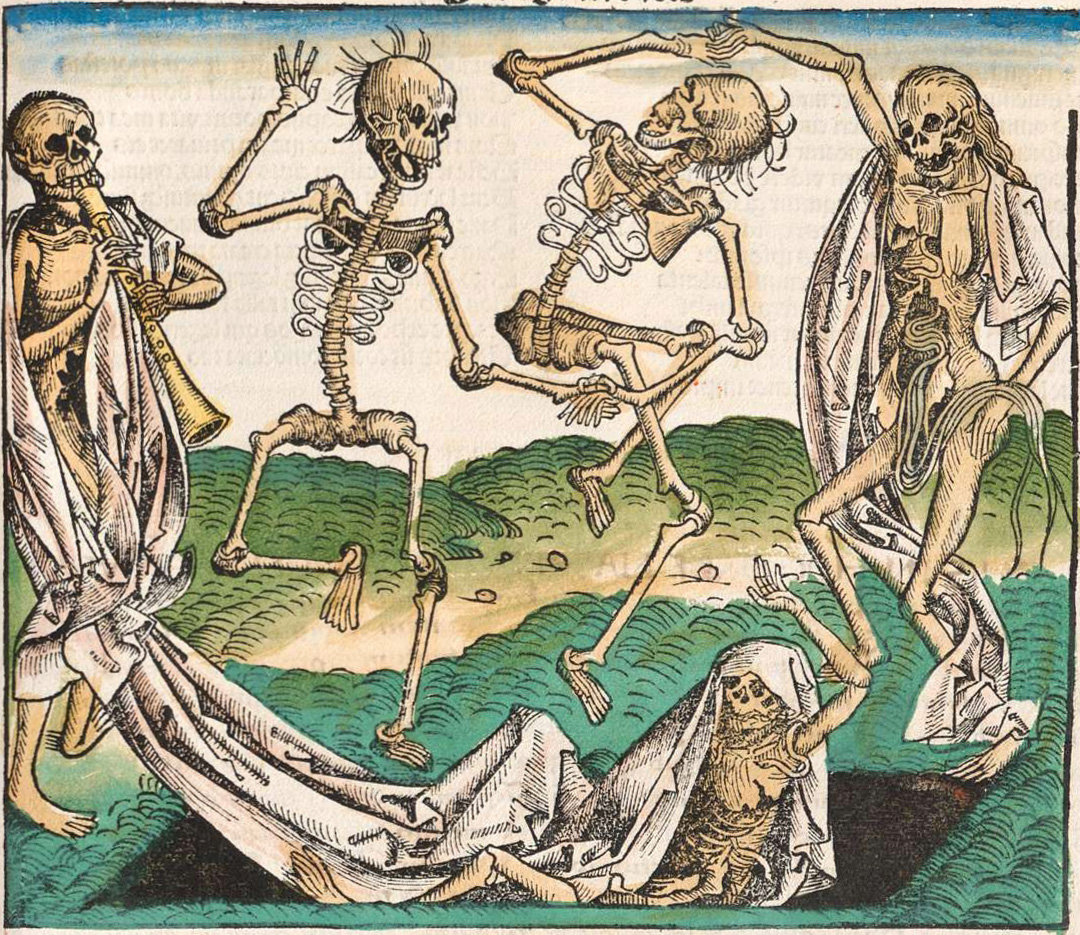
Danse macabre 1493

L’Ubi sunt est un aspect du thème plus général de la mort, du passage du temps et du souvenir marqué par l’émotion, la souffrance et des questions sur le sens de la vie. 
Le topos se caractérise par une anaphore interrogative répétant la question « ubi sunt ? » et sa variante au singulier « ubi est » (‘’où sont ? / où est ?’’ en français) en  déclinant une série de noms communs (par exemple : « Ubi sunt principes gentium = où sont-ils les chefs des nations ? » in Vulgate chrétienne), de noms propres. Ceux-ci qui  peuvent appartenir à diverses époques et à différentes cultures : elles peuvent faire référence à la Bible, à l’Antiquité gréco-latine (par exemple, dans un poème anonyme du XIIe « Ubi Hector Trojae fortissimus ? / Ubi David, rex doctissimus ? / Ubi Salomon prudentissimus ? / Ubi Helena Parisque roseus ? Ceciderunt in profundum ut lapides », ou à l’histoire contemporaine (Jeanne la bonne Lorraine chez Villon).
Le topos fortement présent au Moyen Âge chrétien s’illustre de manière emblématique au milieu du XVe siècle français dans la Ballade des dames du temps jadis de François Villon ponctuée par le refrain « Mais où sont les neiges d'antan ? ». Dans ce texte célèbre l’exemplarité traditionnelle des destins illustres fait place au sentiment de la perte proche avec l’évocation des disparitions récentes (les neiges d’antan sont les neiges de l’année d’avant). La perte collective évolue en perte personnelle avec le sous-thème de la mort de la femme aimée et du scandale de la mort qui fait disparaître la beauté féminine. Ultérieurement le thème des amours perdus souvent associé à la fuite du temps et au passage des saisons ou encore aux ruines, nourrira jusqu’à aujourd’hui le regard vers le passé des poètes élégiaques.
Cette série de questions ne reste pas toujours rhétorique avec une réponse sous entendue comme dans la ballade de Villon : la réponse évidente (les personnages illustres sont morts comme tous les hommes) est parfois explicite et même accentuée (ils sont devenus cadavres et poussière). Elle va parfois encore plus loin en affirmant que le souvenir de leur existence disparaît ou disparaîtra (exemple Bernard de Cluny - ‘’De contemptu mundi’’ Livre I « Nunc ubi Regulus, aut ubi Romulus, aut ubi Remus  / stat Roma pristina nomine, nomina nuda tenemus. » = « La Rome des origines n'existe plus que par son nom, et nous n'en conservons plus que des noms vides).  
Un troisième temps, après l’anaphore des questions et la réponse, est constitué par la leçon qu’il faut en tirer et qui passe fréquemment par une interpellation du lecteur  (parfois cette morale est avant le questionnement, comme dans certaines fables). Les leçons de vie diffèrent selon les époques et les sensibilités.
Le stoïcien antique rejette cette vanité de la gloire qui dévie l’homme d’une vie bonne et juste fondée sur l’égale valeur des vies humaines (Sénèque, Marc-Aurèle) alors que l’auteur chrétien incite à la pénitence, au renoncement ou à la prière (« Memento finis » = pense à la fin dernière et au jour du Jugement) qu’on rencontre chez Isidore de Séville qui fonde le grand thème médiéval de l’ubi sunt ou  Bernard de Cluny ‘’De contemptu mundi’’ Liber I qui affirme fortement « Gloria finit area transit omnes mors vocat ibimus = nous marchons tous à la mort et la gloire finit » ou encore « Unde superbis? Où sont les superbes ? ».
L’hédoniste invite quant à lui au carpe diem, par exemple Ronsard ou le Gaudeamus igitur ( = « Réjouissons-nous donc » Chant étudiant du XVIIIe s qui proclame « Gaudeamus igitur / juvenes dum sumus /... nos habebit humus / Ubi sunt qui ante nos / in mundo fuere? » = Réjouissons-nous donc / Tant que nous sommes jeunes  /...La terre nous aura / Où sont ceux qui furent / Sur terre avant nous? » alors que le poète mélancolique cultivera la nostalgie et le regret, par exemple Rutebeuf « Que sont mes amis devenus » ou Du Bellay (Songe, 10) qui se lamente «Vois comme tout n'est rien que vanité » : 
« Las ! Où est maintenant cette face
Où est cette grandeur et cet antique los,
Où tout l’heur et l’honneur du monde fut enclos,
Quand des hommes j’étais et des Dieux adorée ? »
Alors que le contempteur de la décadence souhaitera le retour aux valeurs anciennes (Isaïe XXXIII, 18, Baruch livre III).

## Le thème de l’ubi suntdans l’Antiquité gréco-latine
En Grèce et à Rome, comme dans de nombreuses civilisations, africaines par exemple, le topos de l’ubi sunt est lié à l’évocation des héros glorieux : à côté du culte funéraire et éventuellement des inscriptions, « le chant poétique louangeur fait de la mémoire un succédané d’immortalité » (Catherine Collobert). Transmis de génération en génération et créant une référence pour le groupe familial, social ou ethnique, il est particulièrement illustré par la poésie épique d’Homère  ou de Virgile (Énéide) – ce qu’on retrouve dans les récits légendaires ou le culte des ancêtres en Afrique ou en Asie par exemple. 
Néanmoins ce culte des héros est critiqué par les Stoïciens qui mettent en avant la vanité de la gloire : Sénèque (Ier siècle après J.-C.) la rejette comme il rejette la recherche effrénée des plaisirs pour lui préférer une « vie bonne » faite de vie intérieure, de raison, d’action utile, de dévouement au bien commun et de rejet des passions en apprivoisant la mort. La gloire est une vaine fuite en avant qui s’oppose à la quête de la sagesse d’apprivoisement constant de la mort.
Marc-Aurèle (fin IIe siècle après J.-C.) dans ses Pensées pour moi-même développe la même approche dans des termes qui fondent  aussi le thème de l’ubi sunt avec l’évocation des personnages illustres effacés par le passage du temps : « Combien de personnages autrefois célèbres sont maintenant dans l'oubli ! [...] Combien de mots qui anciennement étaient en usage ont cessé d'être prononcés. Il en est de même aujourd'hui des noms des plus célèbres personnages des temps passés, Camillus, Céso, Volesus, Leonatus, et peu après Scipio, Cato ; ensuite Augustus même et Adrianus et Antoninus, ce sont comme des mots hors d'usage. Tout cela  s'évanouit, se met bientôt au rang des fables, se perd entièrement dans l'oubli. » Ou encore « Comme le sable du bord de la mer est caché par le nouveau sable que les flots apportent , et celui-ci par d'autre, de même en ce monde ce qui survient efface bientôt la trace de ce qui a précédé...  « Alexandre de Macédoine et son muletier ont été réduits en mourant au même état » (Marc-Aurèle Livre IV Pensée XXXIII).
Ces positions seront condamnées par les Pères de l’Église chrétienne (par exemple, Tertullien, vers 155-220 ou saint Augustin (354-430) qui y verront le comble de l’orgueil, les philosophes stoïciens rapportant tout à eux-mêmes sans faire sa place à Dieu et à la vie après la mort.

## Le thème chrétien
Le thème est central dans le christianisme en ce qu’il pose les sens de la vie terrestre qui doit préparer à la vie éternelle après la mort. Les mots de saint Paul dans sa première lettre aux Corinthiens (I Cor. 15:55)  sont la base de la réflexion des pères de l’Église : « Ubi est, mors, victoria tua? ubi est, mors, stimulus tuus? = Mort où est ta victoire ? Mort où est ton aiguillon ?". L’injonction à une vie éloignée du péché qui permettra l’entrée au Paradis est soutenue par l’exemplum, positif et négatif, des vies illustres.
Dès les premiers siècles l’Église met en avant les vies de saints (par exemple celles de Saint Jérôme †420, saint Jean Chrysostome †407, saint Augustin †430)  pour montrer que la vraie gloire est de servir Dieu et d’assurer une vie éternelle à son côté : c’est ainsi que se développent le culte des reliques et les dévotions à saint Saturnin ou  saint Maurice dès la fin du IIIe siècle, ou encore parmi bien d’autres, à saint Martin au IVe siècle.
Pour nourrir son argumentation en faveur des vies sanctifiées, l’Église souligne par opposition la vanité des gloires terrestres : c’est le début du thème propre de l’ubi sunt dans lequel le texte de saint Isidore joue un rôle déterminant. Nourries de lectures bibliques et antiques, ses interrogations seront reprises de siècle en siècle avec quelques infléchissements (cadavre, danse macabre, égalité des hommes, jugement dernier, tourments de l’enfer, joie du paradis...). Ces références semblent montrer que ces textes écrits essentiellement en latin sont surtout destinées aux clercs même si elles existent en langue vulgaire et ont pu servir à des prêches ordinaires.

### Sources bibliques
Le regard sur les temps passés et les interrogations qu’il peut nourrir se rencontrent déjà dans la Bible. Ainsi en est-il du livre d’Isaïe à la fin du VIIIe siècle av. J.-C. et de sa réflexion sur les fautes passées d’Israël quand il dénonce les ignorances qui ont causé le malheur des Juifs alors que ceux qui suivront le Dieu de gloire et quitteront les mensonges seront bénis et sauvés : « Ubi est litteratus ? ubi verba legis ponderans ? ubi doctor parvulorum ? « où est l'homme prétendument] versé dans les saintes lettres? où est celui qui affirmait peser les paroles de la loi ? où est celui qui enseigne [mal] les petits ? » (Isaïe XXXIII, 18).
Plus nettement inscrit dans le thème de l’ubi sunt, le Livre de Baruch (peut-être vers 200 av. J.-C.) questionne dans sa troisième partie les gloires passées avec des mots que la Vulgate rendra célèbres et  dénonce les fausses valeurs qui condamnent aux yeux de Dieu les vanités du monde des hommes. : « Ubi sunt principes gentium, et qui dominantur super bestias quae sunt super terram?… Exterminati sunt, et ad inferos descenderunt, et alii loco eorum surrexerunt. »[…]  Viam autem disciplinae ignoraverunt, neque intellexerunt semitas ejus. » = « Écoute, Israël, les préceptes de vie, tends l'oreille pour connaître la science. Pourquoi, Israël, pourquoi es-tu au pays de tes ennemis, vieillissant en terre étrangère ? C’est que tu abandonnas la Source de la Sagesse !… Si tu avais marché dans la voie de Dieu, tu habiterais dans la paix pour toujours. Apprends où est la science, où est la force, où est l'intelligence : où sont-ils les chefs des nations et les dominateurs des bêtes de la terre ? Ils ont disparu, descendus au shéol (séjour des morts) ! …  ils sont restés loin de la voie [de Dieu] ». Baruch 3-9 à 3-22.

### Isidore de Séville

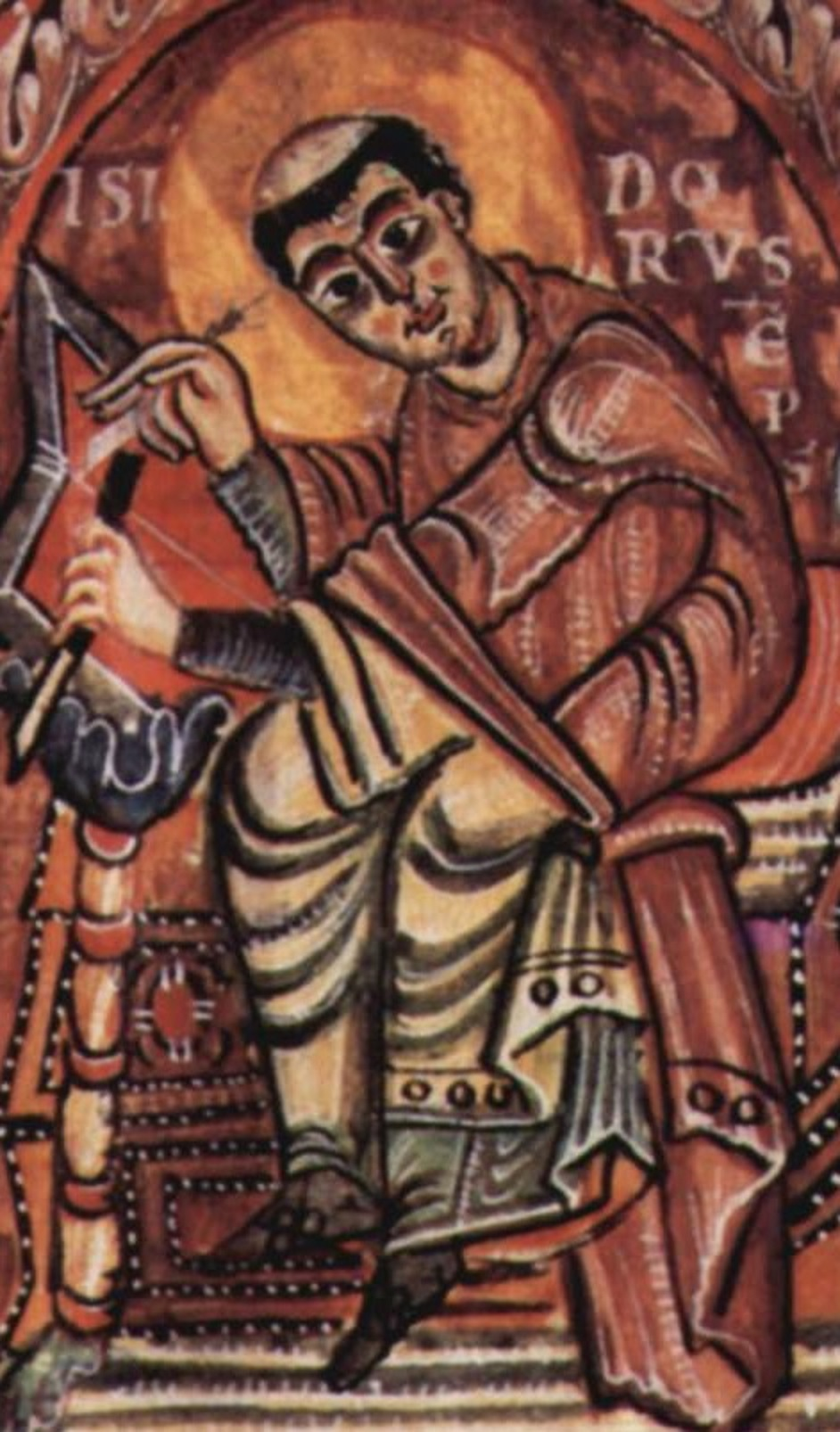
Isidore de Séville, représentation du Xe siècle

Isidore de Séville (en latin : Isidorus Hispalensis), né entre 560 et 570 à Carthagène et mort le 4 avril 636, est un ecclésiastique du VIIe siècle, évêque de (Séville), une des principales villes du royaume wisigoth entre 601 et 636.
Son texte en latin pose le topos rhétorique des questions sur la vanité des choses terrestres et en particulier de la gloire qui est appelée à s’effacer avec le temps : il développe ainsi une anaphore avec les mots « Ubi sunt » suivie des noms de personnages illustres : ce procédé servira de base à de multiples auteurs.
Le texte en question, écrit sans doute entre 595 et 631, se trouve dans le livre II des Synonyma De lamentatione animae peccatricis = Lamentation de l'âme pécheresse.   "Synonyma" (diffusé avec le nom d’Isidori Hispalensis episcopi) est un ouvrage littéraire et spirituel, en deux livres, qui se présente sous la forme d’un dialogue de l'homme avec sa raison qui argumente sur différents sujets pour défendre le point de vue chrétien.
S’adressant à un interlocuteur fictif (l’homme), la raison argumente sur différents points pour défendre le point de vue chrétien. Il ouvre un chapitre sur la gloire, les honneurs et l’humilité : « Qualiter se quisque habere debeat in honoribus » qu’il poursuit dans De brevitae hujus vitae, orientant dans une perspective chrétienne un lieu commun de l’antiquité sur la brièveté de la vie. Les constituants de bases sont présents : énumération de noms célèbres, questions rhétoriques, et la leçon qui en découle « Memento finis » (pense à la fin dernière et au jour du Jugement).
Citation :
« Dic ubi sunt reges? Ubi principes? Ubi imperatores? Ubi locupletes rerum? Ubi potentes seculi? Ubi divites mundi ? Quasi umbra transierunt , velut somnium evanuerunt. si praesentia desperexis sine dubio aeterna invenies »

## La floraison médiévale

### Poésie latine chrétienne
L’ubi sunt devient une banalité théologique aux XIIe – XIIIe siècles où se multiplient les textes sur le thème de la vanité des biens de ce monde.
Un bon exemple est donné par le De contemplu mundi de Bernard de Cluny (différent de Bernard de Clairvaux, saint Bernard):
« Est ubi gloria munc, Babylonia? sunt ubi dirus
Nabuchodonozor et Darii vigor, illeque Cyrus ?
Nunc ubi curia, pompaque Julia ? Caesar, obisti ;
te truculentior, orbe potentior ipse fuisti. [...]
Nunc ubi Regulus, aut ubi Romulus, aut ubi Remus
stat Roma pristina nomine, nomina nuda tenemus. »
« La Rome des origines n'existe plus que par son nom, et nous n'en conservons plus que des noms vides », phrase que reprendra en remplaçant « Roma » par « rosa » Umberto Eco en conclusion de son roman Le Nom de la rose (1980).
Un autre exemple est fourni par un Cantique sur la mort qui évoque le destin commun des héros bibliques (David, Salomon) et antiques (Platon, Virgile, Hector…) : ils sont sous la pierre et qui s’en souvient ?
Ubi Plato, ubi Porphyrius ?

Ubi Tullius aut Virgilius ? 

Ubi Thales ? Ubi Empedocles 

Aut egregius Aristoteles ? 

Alexander ubi rex maximus ? 

Ubi Hector Trojae fortissimus ? 

Ubi David, rex doctissimus ? 

Ubi Salomon prudentissimus ? 

Ubi Helena Parisque roseus ? 

Ceciderunt in profundum ut lapides ; 

Quis scit, am detur eis requies ?

### Chez les poètes en langue française
- Rutebeuf au XIIIe siècle aborde le sentiment du regret du temps passé et de la nostalgie dans sa Complainte ‘’Que sont mes amis devenus ?’’[14].

- Eustache Deschamps (1340‐1404) exploitera le thème chrétien de l’ubi sunt dans plusieurs poèmes comme dans la ballade intitulée « Comment ce monde n'est riens quant a la vie »[15] :

Ou est Nembroth le grant jayant,

Qui premiers obtint seigneurie

Sur Babiloine ? Ou est Priant,

Hector et toute sa lignie ?

Achillès et sa compaingnie,

Troye, Carthaige et Romulus,

Athene, Alixandre, Remus,

Jullius Cesar et li sien ?

Ilz sont tous cendre devenus :

Souflez, nostre vie n’est rien. » 
- François Villon (1431-1463?)

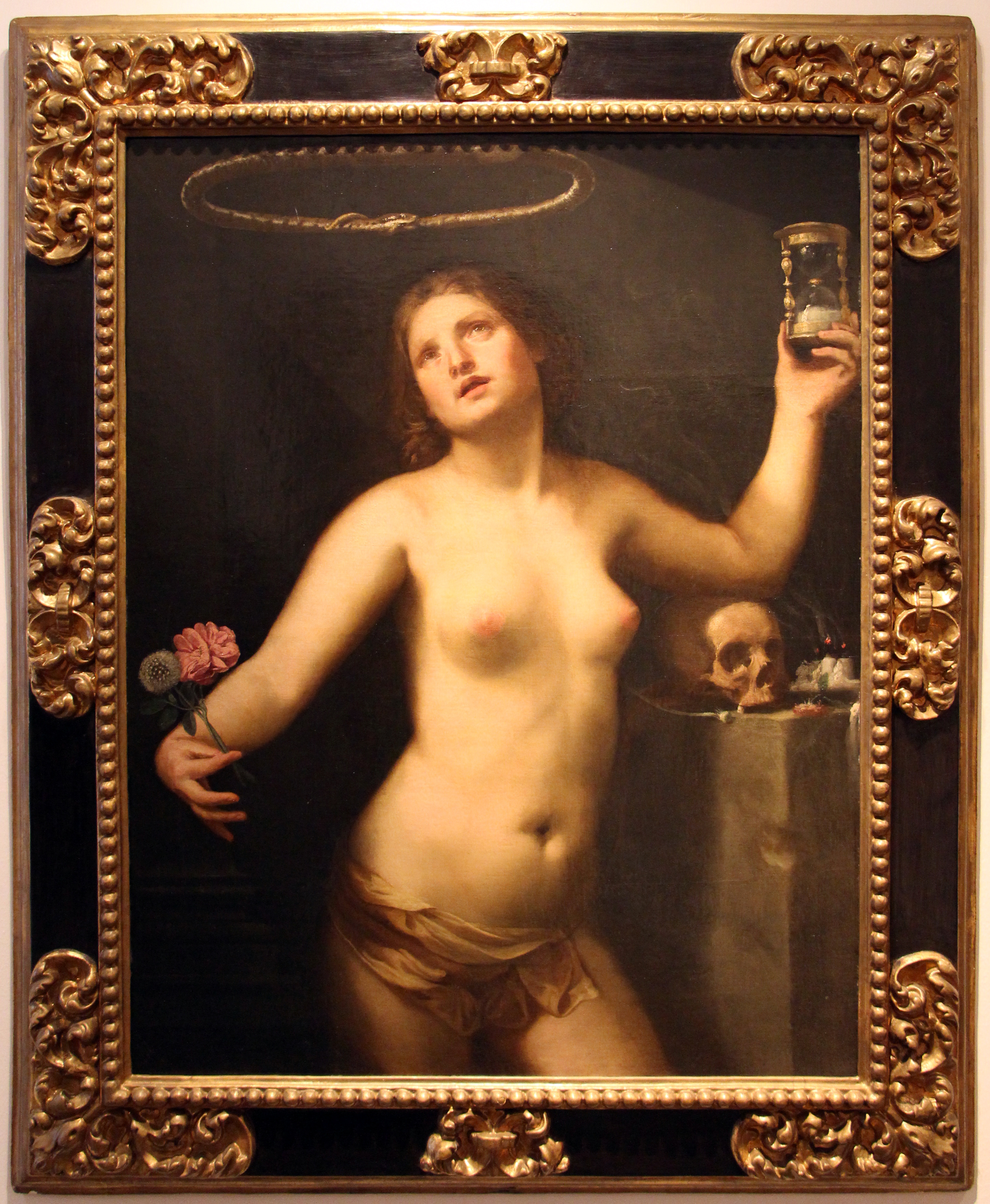
Allégorie de la vanitas et de la pénitence de Guido Cagnacci vers 1650

Le thème est important chez Villon : on le rencontre tout au long du Testament comme dans les "Regrets de la belle heaumière" (« Qu'est devenu ce front poli, /Cheveux blonds, ces sourcils voûtils, /Grand entrœil, ce regard joli, Dont prenaye les plus subtils…») et surtout dans les ballades célèbres que sont la Ballade des Seigneurs du temps jadis dont le refrain est  « Mais où est le preux Charlemagne ? » ou la ballade en vieux français Mais où sont ly sainctz apostoles au refrain fameux : « Autant en emporte le vent », et plus encore la Ballade des dames du temps jadis où apparaît en même  temps une dimension nouvelle qui place au centre de la perte la femme et de sa séduction (« Dites-moi où, n'en quel pays, Est Flora la belle Romaine…»).

### Prolongements du thème chrétien

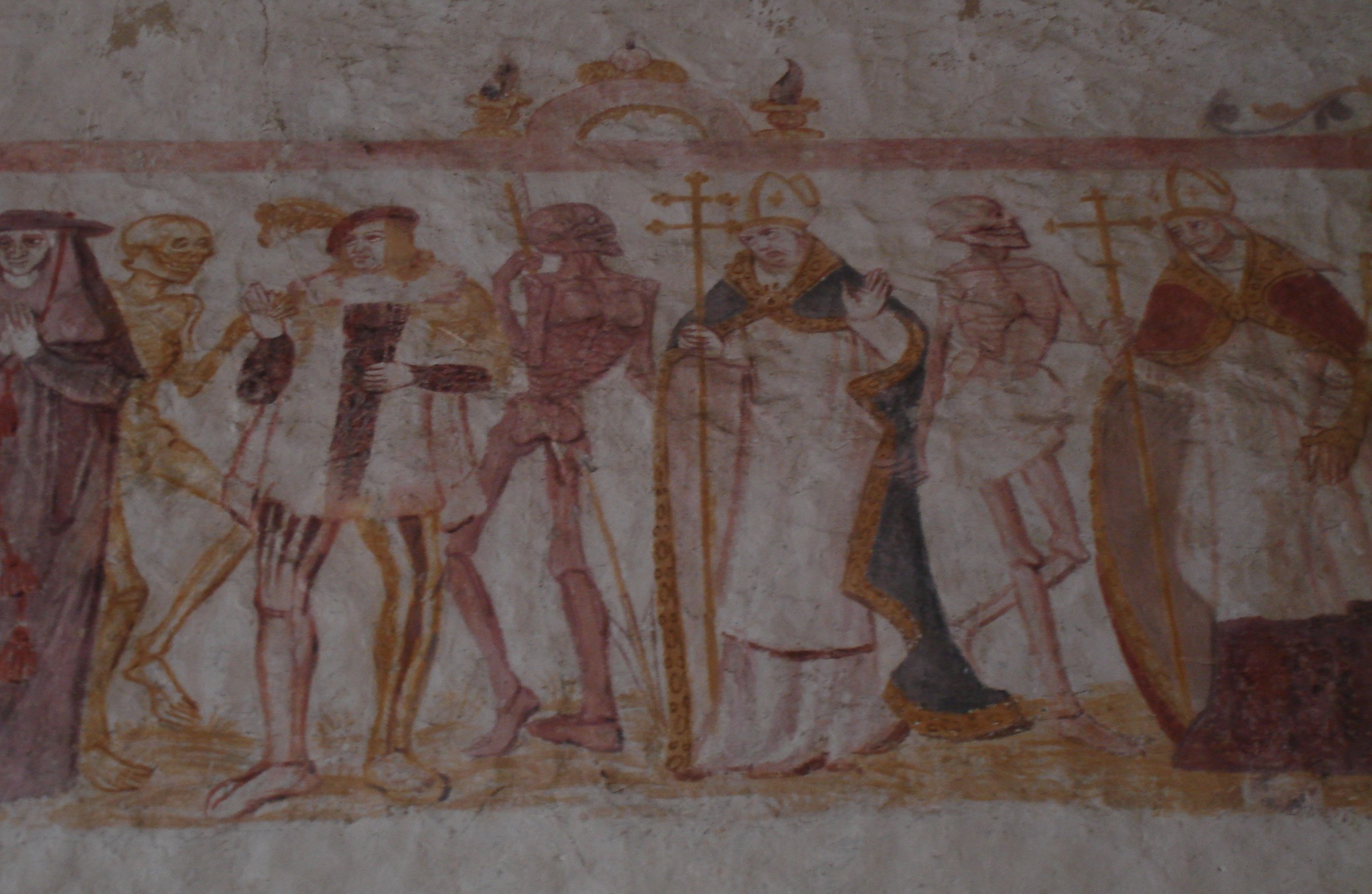
Danse macabre Église Saint-Germain de La Ferté-Loupière, dans le département de l’Yonne, près d’Auxerre

La tradition de l’ubi sunt s’illustrera aussi dans les danses macabres du XIVe siècle avec une tendance croissante à l’évocation réalistes des cadavres au temps des piètas et des mises au tombeau, ou encore dans les textes proprement religieux que sont le Dies irae ou L'Imitation de Jésus-Christ(en latin : De imitatione Christi), œuvre anonyme de piété chrétienne, écrite en latin à la fin du XIVe siècle ou au début du XVe siècle qui développe le thème de la « Vanité d’amasser des richesses périssables et d’espérer en elles. — Vanité d’aspirer aux honneurs et de s’élever à ce qu’il y a de plus haut ».
C’est dans ce champ que s’inscrit la tradition du « Sic transit gloria mundi » instituée  dans le rite de l’intronisation du pape et bien sûr des Vanités peintes aux XVIe – XVIIe siècle.
De nombreux textes des mêmes siècles conservent cette approche comme ceux de Malherbe (« Et dans ces grands tombeaux où leurs âmes hautaines / Font encore les vaines,/ Ils sont mangés des vers » ou Bossuet (Oraison funèbre d’Henriette d’Angleterre : « Ces fleuves tant vantés demeurent sans noms et sans gloire, mêlés dans l’Océan avec les rivières les plus inconnues ». ) qu'on retrouve aussi dans la poésie baroque qui exploite un large champ métaphorique avec l’image  du sablier, du fleuve, de la fleur, du flambeau, de la fumée, du songe, du vent, de la bulle, de la rosée.

## Évolution du thème
Si le XVIe siècle associe le thème de l’ubi sunt au regret comme Marot qui déplore l’amour perdu
Où sont ces yeux lesquels me regardoyent 

Souvent en ris, souvent avecque larmes? 

Où sont les mots qui m’ont fait tant d’alarmes? 

Où est la bouche aussi qui m’appaisoit? 

Où est le cœur qu’irrévocablement 

M'avez donné? Où est semblablement

La blanche main qui fort bien m'arrêtoyt 

Quand de partir de vous besoin m’étoyt? 

Hélas! amans, hélas! se peut-il faire 

Qu'amour si grand se puisse ainsi défaire?
 ou Du Bellay qui cultive la nostalgie (« Las où est maintenant ce mépris de fortune »), c’est Ronsard qui réoriente le thème en se faisant le chantre du « Carpe diem » par exemple dans le sonnet Je vous envoie un bouquet « Las ! le temps non, mais nous, nous en allons,/ Et tôt serons étendus sous la lame ; / Et des amours desquelles nous parlons,/ Quand serons morts, n'en sera plus nouvelle ;/ Pour ce, aimez-moi cependant qu'êtes belle ».
Viendra plus tard la complaisance dans le sentiment du manque dû à la puissance destructrice du temps : l’évocation des ruines, apparue au XVIIIe siècle, préfigure le thème majeur du souvenir de la poésie élégiaque du romantisme scandée par le « T’en souvient-il ? » (Le Lac de Lamartine) et tant d’autres poètes : Les Cydalises de Gérard de Nerval (« Où sont nos amoureuses ? / Elles sont au tombeau : / Elles sont plus heureuses / Dans un séjour plus beau ! »), Tristesse d’Olympio de Victor Hugo (« Et, comme un tas de cendre éteinte et refroidie, / L’amas des souvenirs se disperse à tout vent !), Nevermore de Paul Verlaine (« Souvenir, souvenir, que me veux-tu ? « ) . 
Citons particulièrement les vers typiques de l'ubi sunt de Baudelaire dans sa Danse macabre :
Antinoüs flétris, dandys à face glabre,

Cadavres vernissés, lovelaces chenus,

Le branle universel de la danse macabre

Vous entraîne en des lieux qui ne sont pas connus !
Au tournant du XXe siècle l’œuvre de Guillaume Apollinaire est particulièrement illustrative de la vitalité du topos de l’ubi sunt dans la modernité : en plus des échos nombreux à la poésie médiévale (« Moi qui sais des lais pour les reines »), des vers explicites  en témoignent comme « Mais où est le regard lumineux des sirènes » (Vendémiaire – Alcools -vers 77) ou «  Sais-je où s’en iront tes cheveux / Et tes mains feuilles de l’automne / Que jonchent aussi nos aveux » (Marie – Alcools) ou encore « Passons passons puisque tout passe / Je me retournerai souvent / Les souvenirs sont cors de chasse / Dont meurt le bruit parmi le vent » (Cors de chasse – Alcools).
L’exemple le plus parlant est sans doute le Calligramme La colombe poignardée et le jet d’eau dans lequel la colombe regroupe les noms des femmes que le poète a aimées
« Mia Mareye Yette Lorie
Annie et toi Marie
où êtes-vous ô jeunes filles »
tandis que le jet d'eau évoque les amis artistes d'Apollinaire dont il ignore le sort :
« Tous les souvenirs de naguère

Ô mes amis partis en guerre

Jaillissent vers le firmament

Et vos regards en l’eau dormant

Meurent mélancoliquement

Où sont-ils Braque et Max Jacob

Derain aux yeux gris comme l’aube

Où sont Raynal Billy Dalize

Dont les noms se mélancolisent

Comme des pas dans une église

Où est Cremnitz qui s’engagea

Peut-être sont-ils morts déjà

De souvenirs mon âme est pleine

Le jet d’eau pleure sur ma peine »
Le thème se centre lors davantage sur le « devenu » et le devenir du poète : il s’affine encore avec l’interrogation sur la question « Où est celui que je fus ? » et aussi « Qui fus-je ? Et qui suis-je » qui nourrit toute la quête autobiographique moderne et la recherche du  temps perdu. Ce que résume la formule de Jean-Michel Maulpoix : « À l’instar d’Orphée, le poète apparaît d’abord comme un homme qui se retourne ».
Le thème de l’ubi sunt est toujours vivace comme en témoigne la chanson de Serge Gainsbourg et Jean-Pierre Sabard en 1978 Ex-fan des sixties qui évoque à travers le cortège des morts admirés le temps passé qui n’est plus :
« Ex-fan des sixties / Où sont tes années folles
Que sont devenues toutes tes idoles -
Disparus Brian Jones / Jim Morrison / Eddie Cochran, Buddy Holly and Brassens / Buddy Holly /
Idem Jimi Hendrix / Otis Redding / Janis Joplin / T. Rex / Elvis »

## Élargissement
Le thème de l’ubi sunt est bien évidemment présent dans d’autres langues : par exemple il est omniprésent dans la poésie persane des Rubaiyat du XIe siècle :

« Et regarde… des milliers de fleurs avec le jour

S'éveillent… et des milliers s'effeuillent dans l'argile

Et ce premier mois d'Été qui apporte la Rose

Emportera Djemschild et Kaykobad »

ou encore en Angleterre avec le Livre d’Exeter du XIe siècle : The Wanderer (“Un héros sage doit comprendre / à quel point sera effroyable / l’instant où toutes les richesses de ce monde se perdront”) et au XIVe siècle chez Geoffrey Chaucer.
Ou en espagnol dans Stances sur la mort de son père quand le poète Jorge Manrique écrit à la fin du XVe siècle sur les princes d’Aragon contemporains morts :

« ¿Qué se fizo el rey don Juan?

Los infantes de Aragón

¿qué se fizieron?

¿Qué fue de tanto galán,

qué fue de tanta invención

como trujeron?

Las justas y los torneos,

paramentos, bordaduras

y cimeras,

¿fueron sino devaneos?

¿qué fueron sino verduras

de las eras? »